# 郝克明
郝克明（1932年—2023年1月13日），女，中国教育学家，曾任国家教委副秘书长，中国高等教育学会常务理事，中国教育发展战略学会会长，全国教育科学规划领导小组副组长。

## 生平
1983年5月28日至30日，中国高等教育学会在北京召开成立大会，大会选举了第一届理事会成员，她出任常务理事。

## 家庭
丈夫胡启立。

## 人物评价
郝克明先生是我国当代著名的教育战略家，长期致力于中国教育发展战略和重大政策的研究。上世纪八十年代初，郝克明和汪永铨等老一辈教育学人在北京大学重新创建教育学科。之后，她到教育部参与国家宏观教育政策研究，先后创办了教育发展研究中心和中国教育发展战略学会，亲自参与了一系列国家重大教育政策的研究和制定过程，对国家教育事业发展做出了杰出的贡献。
　　为了寄托哀思、感念恩泽、追慕风范，北京大学教育学院推出部分文章和师生感言，深切缅怀我们最可敬可爱的郝克明先生。
　　郝克明先生千古！
——北京大学教育学院